# Romantici equivoci
Romantici equivoci (Picture Perfect) è una commedia romantica del 1997 diretta dal regista Glenn Gordon Caron con Jennifer Aniston, Jay Mohr, Kevin Bacon, Illeana Douglas, Olympia Dukakis, e Anne Twomey.
Le riprese del film si sono svolte dal 29 maggio 1996 al 7 agosto 1996.

## Trama
Kate Mosley sta cercando di fare carriera come pubblicitaria a New York, fiduciosa nel proprio talento, ma non riesce a fare progressi. Quando le si presenta la possibilità di ottenere una promozione, il suo capo decide di non concedergliela perché non è abbastanza stabile sentimentalmente. La sua collega Darcy allora inventa che Kate è fidanzata con un ragazzo di nome Nick che vive a Boston nel Massachusetts, e lavora come videoperatore per matrimoni e battesimi, con il quale in realtà Kate ha fatto solo una foto durante un matrimonio.
Tutto sembra funzionare per Kate, infatti ottiene le attenzioni del suo collega, Sam Mayfair, che le è sempre piaciuto. Ma gli eventi prendono una piega inaspettata quando è costretta a portare il suo finto fidanzato a una cena con il suo capo, dopo che Nick ha salvato una bambina da un incendio ed è finito sui giornali. Perciò Kate rintraccia Nick e i due cercano di conoscersi a vicenda per dimostrare di essere fidanzati ma, conoscendosi, i due cominciano ad essere attratti. Durante la cena, Kate cerca di interrompere la farsa chiedendo a Nick un escamotage per lasciarla; lui, non vuole ma accetta per accontentare Kate e così i due si lasciano. Intanto, lei rompe anche con Sam rendendosi conto che non è l'uomo giusto per lei.
Una settimana dopo, Kate, sentendosi in colpa, racconta ai suoi datori di lavoro la verità sulla copertura e così il suo capo le ordina di prendere qualche giorno di riposo per riflettere sulla situazione con Nick. Kate capisce infatti di essere veramente innamorata di Nick e perciò si reca da lui mentre sta filmando un matrimonio in una chiesa; qui lei gli dichiara il suo amore e lo bacia mentre Nick la invita come ospite al matrimonio.

## Località delle riprese
Le riprese furono girate a New York nell'isola di Manhattan e nel New Jersey:
- Central Park South Restaurant (Manhattan) (New York)
- Madison Avenue (Manhattan) (New York)
- New York Public Library (Manhattan) (New York)
- Quinta Strada - Fifth Avenue (Manhattan) (New York)
- 42nd Street (Manhattan) (New York)
- Tribeca (Manhattan) (New York)
- Hoboken (New Jersey)
- West Orange (New Jersey)